# آسیابک برجامانده هیمالیایی
آسیابک برجامانده هیمالیایی (نام علمی: Epiophlebia laidlawi) نام یک گونه از زیرراسته آسیابک است.